# Conjetura débil de Goldbach

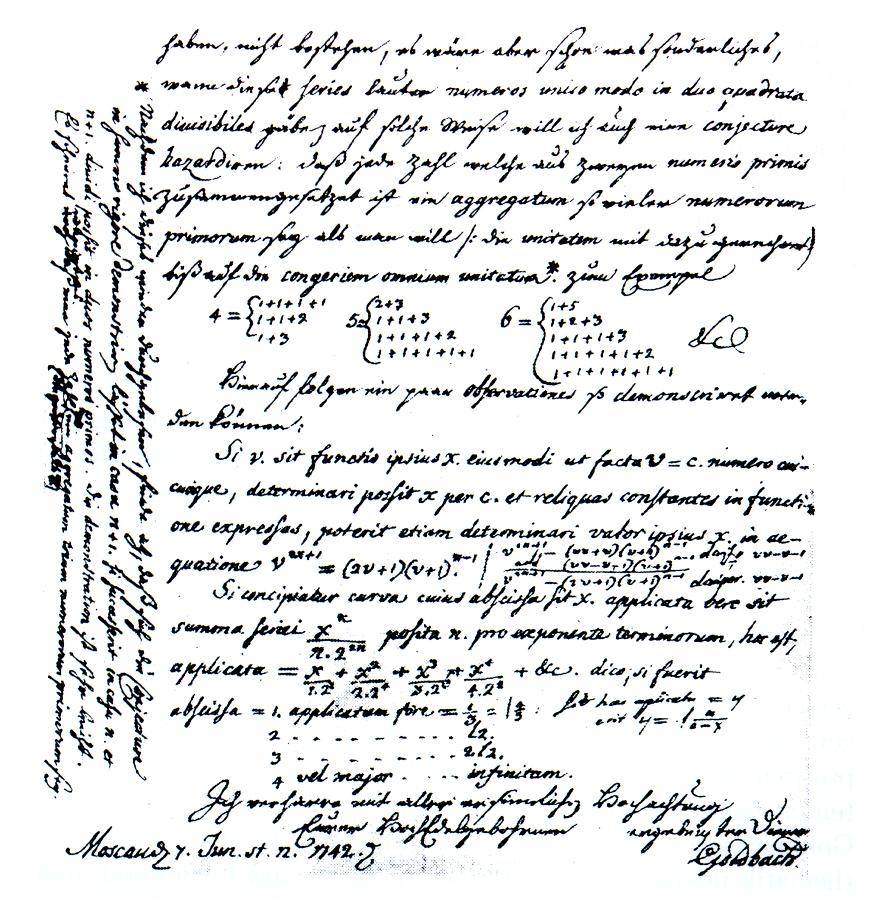
Estas son las notas sobre La Conjetura Débil de Goldbach

En teoría de números, la conjetura débil de Goldbach es un teorema desarrollado por el matemático prusiano Christian Goldbach, el cual afirma que:
| Todo número impar mayor que 5 puede expresarse como suma de tres números primos. |

(Se puede emplear el mismo número primo más de una vez en esta suma.)
Demostrada por Harald Helfgott, esta conjetura recibe el nombre de «débil» porque la conjetura fuerte de Goldbach sobre la suma de dos números primos, si se demuestra, demostraría automáticamente la conjetura débil de Goldbach. Esto es así porque si cada número par mayor que 4 es la suma de dos primos impares, se puede añadir tres a los números pares mayores que 4 para producir los números impares mayores que 7.
Algunos expresan la conjetura como:
| Todo número impar mayor que 7 puede expresarse como suma de tres números primos impares. |

## Historia
Esta conjetura data de 1742. Esta conjetura  dice que todo número natural mayor que 7 es suma de tres números primos. Consta en una carta de Goldbach a Euler en 1742. Apareció publicada sin prueba en 1770, en Gran Bretaña,  en las Meditationes algebraicae, de Edward Waring (1734-1793), que había sido senior wrangler en la universidad de Cambridge en 1757 y Profesor Lucasiano en la citada universidad desde 1760. Las Meditationes algebraicae contienen aún otra conjetura complementaria  que expresa que todo entero impar o es primo o suma de tres primos. Esta es la llamada conjetura débil.
En 1923, Hardy y Littlewood mostraron que, suponiendo una cierta generalización de la hipótesis de Riemann, la conjetura débil de Goldbach es cierta para todos los números impares suficientemente grandes. En 1937, el matemático ruso Iván Matvéyevich Vinográdov fue capaz de eliminar la dependencia de la hipótesis de Riemann y demostró directamente que todos los números impares suficientemente grandes pueden escribirse como suma de tres primos. Chen Jing-run probó que cada número suficientemente grande es la suma de un primo con un número que no posee más de dos divisores primos.
Aunque Vinográdov no pudo determinar lo que significaba «suficientemente grande» con exactitud, su alumno K. Borozdkin demostró que {\displaystyle \mathrm {e} ^{\mathrm {e} ^{16{,}038}}\approx 3^{3^{15}}} es una cota superior para el concepto de «suficientemente grande». Este número tiene más de seis millones de dígitos, así que comprobar la conjetura en cada número por debajo de esta cota sería imposible. Afortunadamente, en 1989 Wang y Chen redujeron esta cota a 1043.000. Esto significa que si cada uno de los números impares menores que 1043.000 resulta ser la suma de tres números primos, entonces la conjetura débil de Goldbach quedará demostrada. Sin embargo, aún se debe reducir bastante esta cota antes de poder comprobarse cada número por debajo de la misma.
En 1997, Deshouillers, Effinger, Te Riele y Zinoviev mostraron que la hipótesis generalizada de Riemann implica la conjetura débil de Goldbach. Este resultado combina una afirmación general válida para números mayores que 1020 con una búsqueda minuciosa informatizada de los casos pequeños.
Olivier Ramaré mostró en 1995 que todo número par mayor que cuatro (n≥4) es de hecho la suma de, como mucho, seis primos, de lo que se sigue que cada número impar n ≥ 5 es la suma de como máximo, siete primos. Leszek Kaniecki mostró que todo entero impar es la suma de como máximo, cinco primos, bajo la condición de la hipótesis de Riemann. En 2012, Terence Tao demostró esto sin la necesidad de la hipótesis de Riemann; esto mejora ambos resultados.

## Demostración
Dos trabajos publicados en los años 2012 y 2013 por el matemático peruano Harald Helfgott, que reivindican la mejora de las estimaciones de los arcos mayores y menores, se consideran suficientes para demostrar incondicionalmente la conjetura débil de Goldbach. De este modo la conjetura queda demostrada después de 271 años. De modo que dicha conjetura pasa a ser un teorema o, dicho de otra forma, un enunciado que es deducible a partir de los axiomas correspondientes, empleando reglas de inferencia. Su trabajo aún está bajo revisión por otros expertos.